# Tuba-Tiefseeberg
Der Tuba-Tiefseeberg (englisch Tuba Seamount) ist ein Tiefseeberg im westlichen Pazifik auf dem Tiefseerücken der Gilbertinseln etwa 40 km westlich des Tamana-Atolls. Ähnlich weit entfernt ist Onotoaim im Norden.
Sein Gipfel liegt in einer Tiefe von 365 m.